# Калькуттский университет
Кальку́ттский университе́т (бенг. কলিকাতা বিশ্ববিদ্যালয়, англ. University of Calcutta) — один из старейших и крупнейших университетов Индии. Основан в 24 января 1857 года в городе Калькутта — столице Британской Индии. В Калькуттский университет вошли также колледжи: президентский (основан в 1855 году), санскрита (основан в 1824 году), им. Бехтуна (основан в 1949 году), колледж Дэвтона (основан в 1823 году, давал образование юношам из христианских семей), «Да Мартиньер» (основан в 1836 году генералом К. Мартином), мусульманский колледж-мадраса (основан в 1781 году) и армянский (созданный в 1821 году богачами армянской общины).
В самой Индии учебное заведение славится как «пятизвёздочный университет». Из стен Калькуттского университета вышло пять лауреатов Нобелевской премии (Рональд Росс, Рабиндранат Тагор, Чандрасекхара Венката Раман, Амартия Сен, Абхиджит Банерджи).

## Кампус

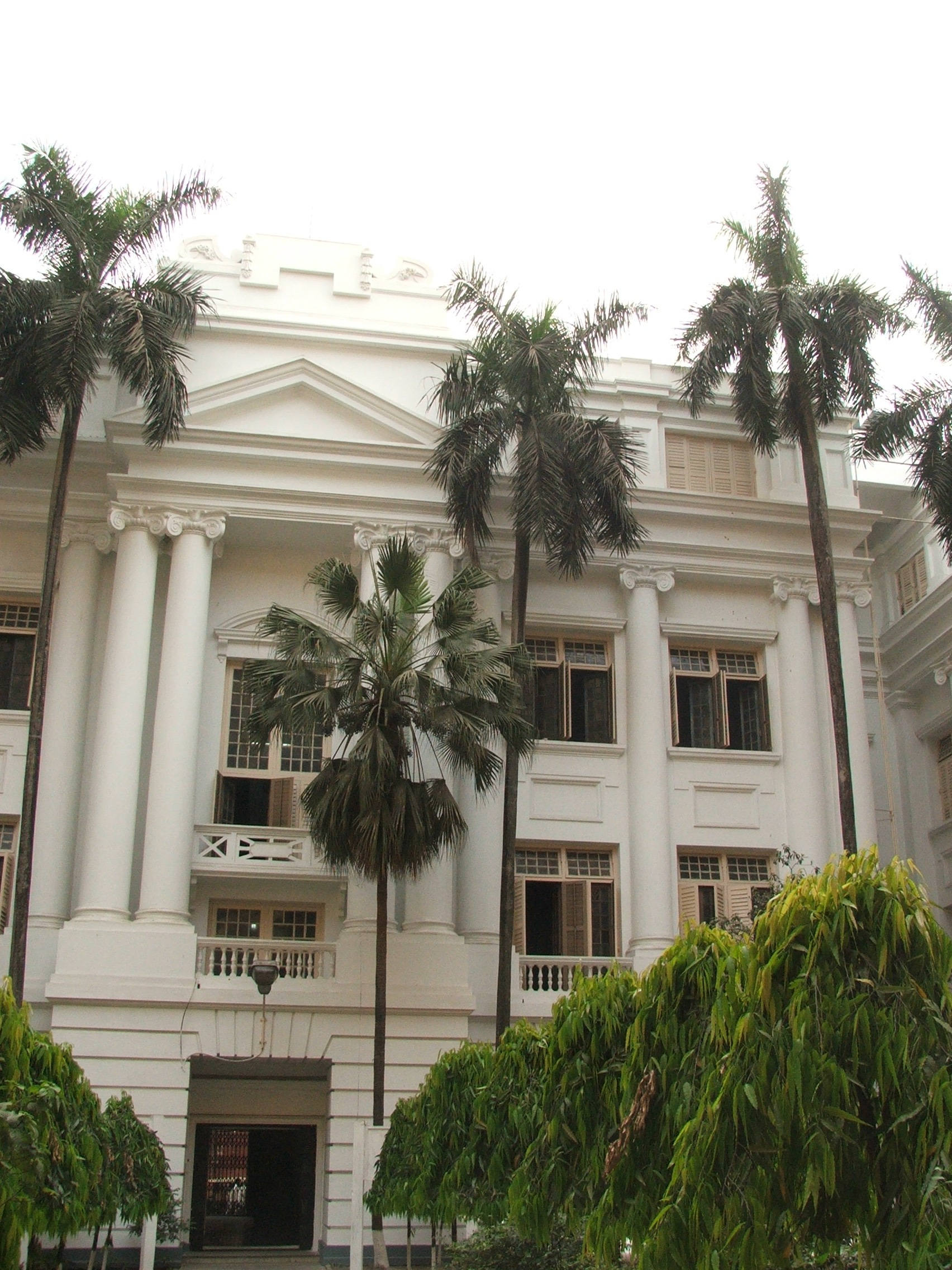
Одно из зданий основного кампуса

Университету принадлежит несколько зданий, размещённых в разных частях города Калькутта и его пригородов. Также к нему относится множество аффилированных колледжей по всей Западной Бенгалии. Но основной кампус университета расположен по улице Колледж-стрит на территории площадью 0,011 км2.

## Факультеты
К структуре университета имеется 65 кафедр, объединённых в восемь факультетов: сельского хозяйства; гуманитарный; торговли, социального обеспечения и управления бизнесом; образования, журналистики и библиотечного дела; инженерно-технологический; изобразительного искусства и музыки; юридический; научный.

## Известные личности
- Агарвала, Джоти Прасад (1903—1951) — поэт, писатель, драматург, композитор, кинорежиссёр, продюсер, основатель ассамского кино.
- Банерджи, Прамасанас (1879–1960) – индийский педагог, экономист.
- Шатьендранат Бо́зе (1894—1974) — индийский физик, специализировавшийся в математической физике.
- Дас, Гопабандху (1877–1928) – индийский политик и общественный деятель,  реформатор, поэт, журналист, эссеист, философ.
- Рой, Прафулла Чандра (1861—1944) — почётный доктор.
- Сен, Сурендранатх (1890—1959) — индийский историк.